# 橡树岭 (田纳西州)
橡树岭（Oak Ridge）是美国田纳西州安德森县和罗恩县的一座城市，人口约2.7万（2000年）。
因曼哈顿计划而由美国陆军工程兵团(United States Army Corps of Engineers, USACE)于1942年建立。
能源部的橡樹嶺國家實驗室位於此市。